# 강유원의 책과 세계
강유원의 책과 세계는 KBS 1라디오에서 2018년 5월 28일부터 2018년 12월 31일까지 방송했던 라디오 프로그램이다. 진행자는 인문학자 강유원이다.